# O Livro Negro do Cristianismo
O livro negro do cristianismo: dois mil anos de crimes em nome de Deus (título original em italiano: Il libro nero del cristianesimo) é um livro organizado por Laura Malucelli, Jacopo Fo e Sergio Tomat que esmiúça algumas fases do cristianismo desde os primórdios ao início do século XXI.
O livro negro do cristianismo evidencia formas de abuso de poder, perseguições às bruxas e aos hereges, inquisição, escravidão, colonialismo, apoio a ditaduras europeias e sul-americanas, pedofilia. O livro é uma coletânea de vários ensaios e foi originalmente publicado em italiano em outubro de 2000 e uma segunda edição em 2005. A edição em português foi editada no Brasil em 2007 pela Ediouro.